# Bulbothrix pigmentacea
Bulbothrix pigmentacea är en lavart som först beskrevs av Hale, och fick sitt nu gällande namn av Hale. Bulbothrix pigmentacea ingår i släktet Bulbothrix och familjen Parmeliaceae.   Inga underarter finns listade i Catalogue of Life.